# Peter Gustav Johansson
Peter Gustav Johansson-Saemee, är en svenskspråkig författare bosatt i Stockholm.

Johansson-Saemee har gett ut ett flertal prosaverk, bland annat romanen Brodern som kom 2004. Han grundade Skrivarakademin 1992 som 2003 övergick i Folkuniversitetets regi. Tillsammans med författarna Kate Larson och Camilla Hammarström startade han 1998 Bokförlaget Lejd.

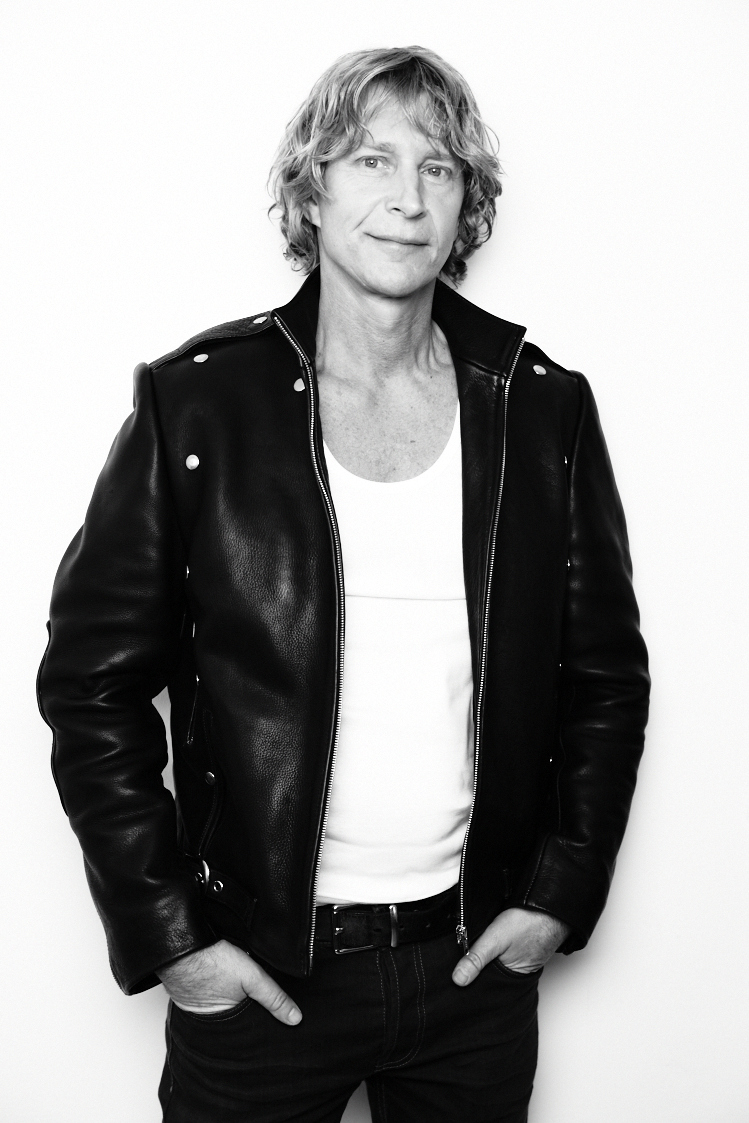
Peter Gustav Johansson-Saemee

Peter Gustav Johansson har även skrivit böcker i ämnet Litterär gestaltning, Det sjunkna alfabetet (1996) samt antologiserien Fyra genrer (2000).